# Господиня Ведмежої річки
«Господиня Ведмежої річки» — радянський телефільм 1963 року режисера Володимира Храмова, за однойменною повістю Леоніда Пасенюка.

## Сюжет
За однойменним оповіданням Леоніда Пасенюка про почуття любові, яке зароджується. Дія відбувається на дослідницькій станції Міністерства рибного господарства, організованої в районі Петропавловська-Камчатського біля Ведмежої річки.

## У ролях
- Лідія Шапоренко —  Світлана
- Геннадій Кринкін —  Андрій
- Юрій Горобець —  Іван Степанович
- Тетяна Царапкіна —  Лєра

## Знімальна група
- Режисер — Володимир Храмов
- Сценарист — Володимир Храмов
- Оператор — Марк Волинець
- Композитор — Роман Леденьов
- Художник — Юрій Єфімов